# برلمان شعب
برلمان شعب هو برنامج تلفزيوني مجتمعي انطلق عام 2020 عبر منصات قناة الجزيرة الإلكترونية، ويُعرَض على موقع اليوتيوب. تقوم فكرته الرئيسة على تشكيل برلمان شعبي مُنتخَب من الجمهور والناس ليُمثِّل هموم الوطن العربي الحقيقية وخصوصًا قضايا الشباب العربي. يُشارك في البرنامج حاليًّا 12 مُشاركًا – تم انتخابهم سابقًا – من 11 دولة عربية من أصل 22 دولة، يُنتخَب المشاركون لخمس دوائر ويتم تقسيمهم لثلاث لجان. يتكون البرنامج من 16 حلقة. ويرأس البرلمان الإعلامي الكويتي شعيب راشد.

## الدوائر
تم تقسيم الوطن العربي إلى خمس دوائر، ولكل دائرة مقاعد محدودة بناءً على التعداد السكاني، والقُرب الجغرافي:
| الدائرة                           | الدول                                                         | المقاعد    |
| --------------------------------- | ------------------------------------------------------------- | ---------- |
| دائرة الشام والعراق               | - الأردن - سوريا - فلسطين - لبنان - العراق                    | ثلاث مقاعد |
| دائرة المغرب العربي               | - ليبيا - تونس - الجزائر - المغرب - موريتانيا                 | ثلاث مقاعد |
| دائرة مجلس التعاون الخليجي واليمن | - السعودية - البحرين - الكويت - قطر - الإمارات - عُمان - اليمن | ثلاث مقاعد |
| دائرة مصر                         | - مصر                                                         | مقعدان     |
| دائرة السودان وشرق أفريقيا        | - السودان - الصومال - جزر القمر - جيبوتي                      | مقعدان     |

وعلى المشاركين في البرنامج أن يكونوا من الدول العربية، كما أن البرنامج لا يضم إريتريا وتشاد وهما دولتان ناطقتان باللغة العربية ولكنهما لا ينتميان لجامعة الدول العربية.

## اللجان
يتكون البرلمان من ثلاث لجان هي:
- لجنة الشؤون السياسية والاقتصادية: لمناقشة المواضيع السياسية والاقتصادية العربية.
- لجنة الحقوق والحريات: لمناقشة مواضيع الحقوق والحريات بمختلف أنواعها
- لجنة العلوم والمجتمع: لمناقشة مواضيع التعليم والمجتمع

## أعضاء البرلمان
| العضو                  | العمر | الدائرة الانتخابية                    | البلد المُرشَّح عنه | اللجنة                           |
| ---------------------- | ----- | ------------------------------------- | ---------------- | -------------------------------- |
| آلاء أنور حمدان        | 31    | دائرة الشام والعراق                   | الأردن           | لجنة الحقوق والحريات             |
| علي حاكم الميالي       | 24    | دائرة الشام والعراق                   | العراق           | لجنة العلوم والمجتمع             |
| فؤاد ناهي موسى         | 27    | دائرة الشام والعراق                   | فلسطين           | لجنة العلوم والمجتمع             |
| فداء الدين يحيى الخاشي | 27    | دائرة دول مجلس التعاون الخليجي واليمن | اليمن            | لجنة الشؤون السياسية والاقتصادية |
| جميلة طاهر العثماني    | 33    | دائرة دول مجلس التعاون الخليجي واليمن | اليمن            | نائبة الرئيس                     |
| شعيب راشد              | 37    | دائرة دول مجلس التعاون الخليجي واليمن | الكويت           | الرئيس                           |
| ماهيتاب محمود محمد     | 20    | دائرة مصر                             | مصر              | لجنة الحقوق والحريات             |
| صالح أحمد عمر          | 32    | دائرة مصر                             | مصر              | لجنة الشؤون السياسية والاقتصادية |
| الطالب النافع أفاه     | 23    | دائرة المغرب العربي                   | موريتانيا        | لجنة الشؤون السياسية والاقتصادية |
| فرح الزهراء أشباب      | 30    | دائرة المغرب العربي                   | المغرب           | لجنة العلوم والمجتمع             |
| يسرى لطفي الكربية      | 21    | دائرة المغرب العربي                   | تونس             | لجنة الشؤون السياسية والاقتصادية |
| محمد عبد الله عويضة    | 32    | دائرة السودان وشرق أفريقيا            | السودان          | لجنة الحقوق والحريات             |
| أرقسن بدل إسماعيل      | 27    | دائرة السودان وشرق أفريقيا            | الصومال          | لجنة الحقوق والحريات             |

## قائمة الجلسات (الحلقات)
تتكون الجلسة من مرحلتين:
1. مرحلة اختيار الموضوع: في كل جلسة تقوم كل لجنة من خلال أحد أعضائها بتقديم موضوع للإدارة - والتي تتكون من الرئيس ونائبته ورؤساء اللجان - ثم يتم مناقشة كل موضوع لتُصوت الإدارة على المواضيع، والموضوع ذو الأصوات الأعلى يفوز.
2. مرحلة مناقشة الموضوع: يتم عرض الموضوع على كل الأعضاء ومناقشة حلوله، ثم التصويت عليه، حيث يمكن التصويت بـ(مؤيد، معارض، ممتنع)، ويفوز الموضوع إذا حصل على غالبية الأصوات أي 7 مؤيدين.

| الجلسة                 | مواضيع الجلسة                                                                   | أصحاب المواضيع                                | الموضوع المُنتخَب                              | الموافقة               | تصويت البرلمان | تصويت الجمهور          | تاريخ العرض          |
| ---------------------- | ------------------------------------------------------------------------------- | --------------------------------------------- | -------------------------------------------- | ---------------------- | --- | ---------------------- | -------------------- |
| 01 الأولى (الافتتاحية) | لا يُوجد، توزيع المهام وترتيب الأعضاء وانتخابات                                  | لا يُوجد                                       | لا يُوجد                                      | لا يُوجد                | لا يُوجد | لا يُوجد                | 5 تشرين الأول 2020   |
| 02 الثانية             | - الاختلاط في المدارس - إزالة خرائط جوجل لخريطة فلسطين - مكافحة التحرش          | - فؤاد ناهي - يسرى الكربية - آلاء حمدان       | مكافحة التحرش                                | تم                     | - مع - الجميع - ضد - لا يوجد - ممتنِع - لا يوجد | لا يُوجد                | 12 تشرين الأول 2020  |
| 03 الثالثة             | - المحاسبة المجتمعية - جودة التعليم - تعليم المقيمين                            | - فداء الدين يحيى - فرح أشباب - أرقسن إسماعيل | المحاسبة المجتمعية                           | تم بعد الإحالة للجمهور | - مع - فؤاد ناهي - علي الميالي - صالح عمر - جميلة العثماني - يسرى الكربية - الطالب النافع أفاه - فداء الدين يحيى - فرح أشباب - ضد - آلاء حمدان - أرقسن إسماعيل - ماهيتاب محمد - محمد عويضة - ممتنِع - لا يُوجد | - مع: 30100 - ضد: 4900 | 19 تشرين الأول 2020  |
| 04 الرابعة             | - سوء التعليم - الاختفاء القسري - تعنيف واستغلال الأطفال                        | - علي الميالي - صالح عمر - ماهيتاب محمد       | تم اعتراض الأعضاء على البرلمان وإعادة تشكيله | لا يُوجد                | لا يُوجد | لا يُوجد                | 26 تشرين الأول 2020  |
| 05 الخامسة             | من الجلسة السابقة                                                               | من الجلسة السابقة                             | الاختفاء القسري                              | لم يتم                 | - مع - فرح أشباب - فداء الدين يحيى - فؤاد ناهي - الطالب النافع أفاه - صالح عمر - يسرى الكربية - ضد - جميلة العثماني - ممتنِع - علي الميالي - أرقسن إسماعيل - آلاء حمدان - ماهيتاب محمد - محمد عويضة           | لا يُوجد                | 2 تشرين الثاني 2020  |
| 06 السادسة             | استدعاء ومساءلة الإعلامي يوسف حسين كما قُرِّر في الحلقات السابقة، بتقديم فرح أشباب | لا يُوجد                                       | لا يُوجد                                      | لا يُوجد                | لا يُوجد | لا يُوجد                | 9 تشرين الثاني 2020  |
| 07 السابعة             | - هوية فلسطينيي الداخل - البطالة - واعتذرت لجنة الحقوق والحريات عن تقديم موضوع  | - فؤاد ناهي - الطالب النافع أفاه              | هوية فلسطينيي الداخل                         | تم                     | - مع - الجميع - ضد - لا يوجد - ممتنِع - لا يوجد | لا يُوجد                | 16 تشرين الثاني 2020 |
| 08 الثامنة             | - سوء التعليم - تسليح القبائل - المقيمون في الوطن العربي                        | - علي الميالي - يسرى الكربية - أرقسن إسماعيل  | المقيمون في الوطن العربي                     | أُحِيل لتصويت الجمهور    | - مع - فرح أشباب - فؤاد ناهي - علي الميالي - أرقسن إسماعيل - آلاء حمدان - محمد عويضة - ماهيتاب محمد - ضد - جميلة العثماني - صالح عمر - يسرى الكربية - ممتنِع - الطالب النافع أفاه - فداء الدين يحيى           | لا يُوجد                | 23 تشرين الثاني 2020 |

## طالِع أيضًا
- سوار شعيب

## وصلات خارجية
- موقع البرلمان الرسمي